# 3+2 (група)
„3+2“ е музикална група от Минск, Беларус.
Тя представя страната си в конкурса Евровизия 2010 в Осло с песента „Butterflies“.